# 三ツ石神社

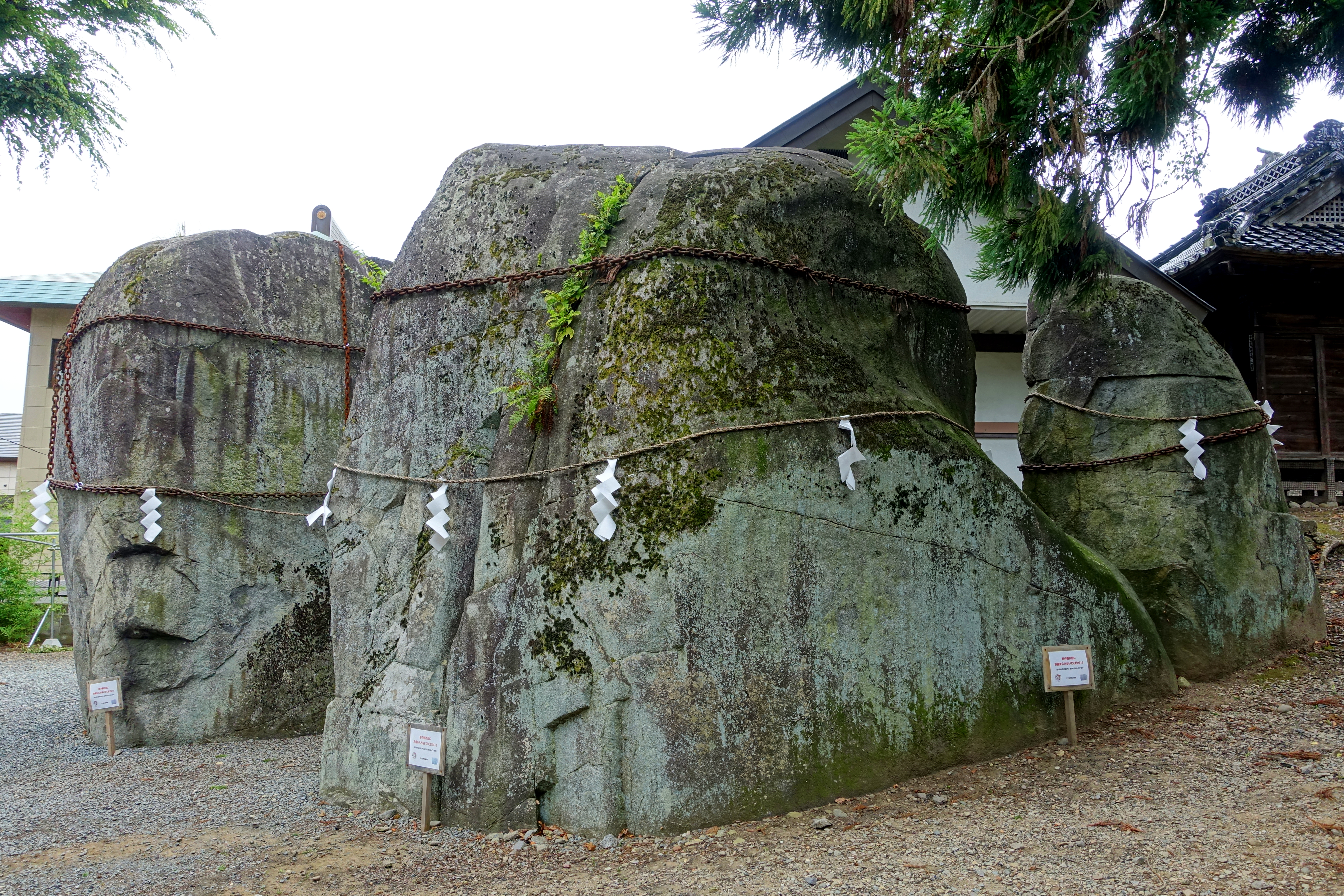
三ツ石様。雨上がりの日などに「鬼の手形」らしいものが石の上に見えるという。

三ツ石神社（みついしじんじゃ）は、岩手県盛岡市にある神社。三石神社ともいう。

## 概要
盛岡市の東顕寺の裏手にあり、境内に注連縄が張られた3つの巨大な花崗岩が立ち並ぶ。この3つの石は岩手山が噴火した時に落ちてきたとされ、古くから「三ツ石様」と呼ばれて人々の信仰を集めていた。
実際にはこの花崗岩はもとからこの地にあったもので、噴火で落ちて来たという通説は誤りである事が岩手県立博物館でも紹介されている。
伝説では、現地に羅刹鬼という鬼が里人や旅人に悪事をし、困り果てた里人たちは「三ツ石様」に「悪い鬼をこらしめてください」とお願いしたところ、三ツ石様がたちまちに羅刹鬼をこの3つの大石に縛りつけた。仰天した羅刹鬼は降参し、二度と悪さをしないこととこの土地に来ないことを約束し、証として石に手形を残して南昌山の彼方に逃げ去った。この「岩に手形」は「岩手」の名の起こり、「二度とこの土地に来ないこと」は「不来方」の名の起こりとされている。また、鬼の退散を喜んだ里人たちが、三ツ石のまわりを「さんささんさ」と踊ったのがさんさ踊りの始まりだと言われる。
境内の入り口に立つ石鳥居は、30名の有志によって1937年（昭和12年）4月19日に奉納されたものである。

## 祭事
- 盛岡さんさ踊り奉納演舞（7月下旬）[7]
- 例大祭（8月第三土曜日）[6]